# Canon EF 40mm-objectief
De Canon EF 40mm f/2.8 STM is een objectief gemaakt door de Japanse fabrikant Canon. Het is Canon's eerste objectief voorzien van een STM-motor en tevens het eerste pancake-objectief voor de EF-lensvatting.